# Chinese Opera (Eötvös)
Peter Eötvös componeerde Chinese Opera voor het tienjarig bestaan (1986) van Ensemble InterContemporain te Parijs.

## Compositie
Idee achter de compositie is inderdaad de Chinese Opera. Door de uitgestrektheid van het land, bestaat een echte Chinese operatraditie niet. Eén en dezelfde opera wordt daardoor in verschillende gebieden verschillend uitgevoerd, passend in de traditie van die streek. Door het gebrek aan de mogelijkheid tot standaardisering in het verleden tussen de diverse uitvoeringen, gingen de uitvoeringen steeds verder verschillen.

Eötvös heeft zijn eigen Chinese Opera gecomponeerd; er zitten duidelijk Chinese invloeden in, maar er is geen sprake van een opera; het werk is geheel instrumentaal. Hij heeft theoretisch gezien een nieuw (denkbeeldig) gebied toegevoegd aan China.

## Delen
Het werk bestaat uit drie delen die aaneengesloten worden uitgevoerd:
1. Erste szene in E und Gis;
2. Zweitte Szene in F und G;
3. Dritte Szene in Fis und C.

Tijdsduur: ongeveer 26 minuten.

## Musici
- viool (2);
- altviool (2);
- cello (2);
- contrabas
- dwarsfluit;
- klarinet (3);
- hobo (2);
- fagot (2);
- hoorn;
- trompet (2);
- trombone;
- tuba;
- harp;
- celesta;
- percussie (3).

## Bron
- uitgave van Kairos